# Jean Ingelow

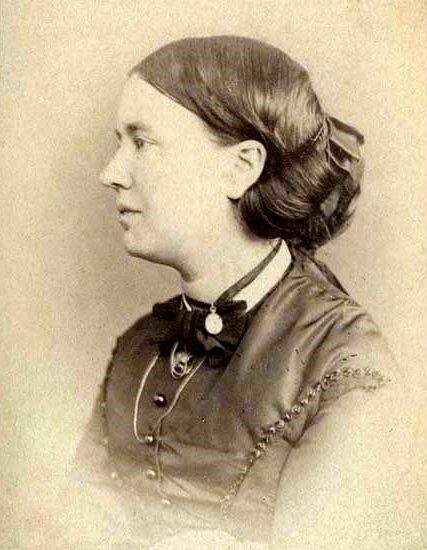
Jean Ingelow wahrscheinlich in den 1860ern

Jean Ingelow (* 17. März 1820 in Boston, Lincolnshire; † 20. Juli 1897 in Kensington), Pseudonym Orris, war eine englische Schriftstellerin, die Lyrik und Prosa verfasste und auch in der Kinderliteratur wirkte.

## Leben
Ingelow wurde 1820 in Boston im englischen Lincolnshire als Tochter des Bankiers und Kaufmannes William Ingelow (1794/95–1855) und dessen schottischer Ehefrau Jean (1798/99–1876) geboren. Nachdem das Unternehmen ihres Vaters zusammengebrochen war, zog die Familie nach Ipswich und schließlich 1850 nach London, wo sie ein Haus in Kensington bezogen. Jean Ingelow selbst wurde zuhause von ihrer Mutter und einer ledigen Tante unterrichtet. Sie heiratete nie, nahm aber aktiv an der Erziehung ihrer Nichten und Neffen teil. Das regelmäßig wiederkehrende Thema eines auf See verloren gegangenen Ehemannes innerhalb ihres Werkes sorgte für Spekulationen, ob Ingelow vielleicht doch verheiratet oder zumindest verlobt gewesen war, jedoch existieren dafür keinerlei Belege. Religiös war sie tendenziell der evangelikalen Strömung der Church of England zuzurechnen.
Noch im Jahr 1850 veröffentlichte Ingelow anonym ein erstes Gedichtband mit dem Titel A Rhyming Chronicle of Incidents and Feelings. Ein Jahr später publizierte sie ebenfalls anonym den Roman Allerton and Dreux, der die theologischen Spannungen zwischen evangelikalen und traditionellen Anglikanern aufgriff. Zwischen 1851 und 1857 veröffentlichte sie unter dem Pseudonym Orris regelmäßig Kurzgeschichten im evangelikalen  Youth Magazine, eine Tätigkeit, die für sie ihr Sprungbrett für eine weitere Karriere in der Literatur war. Ab Januar 1857 war sie für ein Jahr auch Redakteurin des Magazins. 1860 gab sie diese Geschichten gesammelt als Tales of Orris heraus, weitere Publikationen auf Basis jener Geschichten folgten noch Jahrzehnte später, häufig in überarbeiteter Form. Im Jahr 1863 gelang ihr mit der Veröffentlichung des Gedichtbandes Poems der Durchbruch. Mehrere Gedichte des Bandes wurden von Ingelows Freundin Charlotte Alington Barnard vertont, das in den Poems enthaltene Gedicht Songs of Seven über den Lebenszyklus der Frau wurde 1881 gesondert veröffentlicht.
Danach folgten weitere erfolgreiche Gedichtbände wie A Story of Doom (1867), dessen Leitgedicht die biblische Sintflut aufgriff. Ferner veröffentlichte sie auch weitere Romane, darunter den teils autobiografischen Abenteuerroman Off the Skelligs (1872) und dessen Fortsetzung Fated to be Free (1875), den sensation novel Sarah de Berenger (1879) und die Gesellschaftsromane Don John (1881) und John Jerome (1886). Auch veröffentlichte sie weitere Kinderliteratur. Einzelne Bücher wurden von ihrem Kensingtoner Nachbarn John Everett Millais illustriert. Stilistisch gesehen zeichnet sich Ingelows Werk durch Nostalgie und Klarheit aus, oft griff sie die Landschaften ihrer Heimat Lincolnshire auf. Laut der Literaturwissenschaftlerin Kathleen Hickok wird Ingelows auf Grund ihrer „naturellen und häuslichen Szenen“ innerhalb ihrer Gedichte regelmäßig mit William Wordsworth verglichen, aber auch mit Alfred Tennyson, 1. Baron Tennyson, und Christina Rossetti. Ihre Werk wurde nicht nur in England beliebt, sondern auch in den Vereinigten Staaten beliebt. Ingelow starb 1897 im Alter von 77 Jahren in Kensington und wurde auf dem Brompton Cemetery begraben. Im 20. Jahrhundert geriet sie weitgehend in Vergessenheit; heutige literaturwissenschaftliche Analysen ihres Schaffens konzentrieren sich, wenn überhaupt, auf ihre Gedichte.

## Werke
Gedichtbände
- Edward Harston (Hrsg.): A Rhyming Chronicle of Incidents and Feelings. Longman, Brown, Green & Longmans, London 1850.
- Poems by Jean Ingelow. Longmans, Green, Reader & Dyer, London 1863.
- mit Dora Greenwell, Amelia Edwards et al.: Home Thoughts and Home Scenes. Routledge, Warne and Routledge, London 1865.
- A Story of Doom. Green and Company, London 1867.
- The Complete Poems of Jean Ingelow. Roberts Brothers, Boston 1869.
- The Monitions of the Unseen and Poems of Love and Childhood. Roberts Brothers, Boston 1871.
- One Hundred Holy Songs, Carols, and Sacred Ballads. Original, and Suitable for Music. Longmans, Green & Co., London 1878.
- Songs of Seven. Roberts Brothers, Boston 1881.
- Poems By Jean Ingelow: Third Series. Longmans, Green and Co., London 1885.
- Poems of the Old Days and the New. Roberts Brothers, Boston 1885.
- Lyrical and Other Poems. Longmans, Green, and Co., London 1886.

Romane
- Allerton and Dreux, or, The War of Opinion. Wertheim and Macintosh, London 1851, anonym veröffentlicht.
- Who’ll Serve the Queen? 1855.
- Off the Skelligs. Henry S. King, London 1872 / Roberts Brothers, Boston 1872.
- Fated to be Free. Tinsley Brothers, London 1875 / Roberts Brothers, Boston 1875 / Christian Bernhard Tauchnitz, Leipzig 1875.
- Sarah de Berenger. Roberts Brothers, Boston 1879.
- Don John. Roberts Brothers, Boston 1881.
- John Jerome: His Thoughts and Way. Roberts Brothers, Boston 1886.
- Quite Another Story. Lovell Company, New York 1890.
- A Motto Changed. Harper Brothers, New York 1894.

Kinderliteratur
- Tales of Orris. Illustriert von John Everett Millais. Binns and Goodwin, Bath 1860.
- Studies for Stories. Illustriert von John Everett Millais. Zwei Bände. Alexander Strahan, London 1864 / Roberts Brothers, Boston 1865.
- Stories Told a Child. Alexander Strahan, London 1865 / Roberts Brothers, Boston 1865, 1872.
- A Sister’s Bye-Hours. Alexander Strahan, Lonson 1868 / Roberts Brothers, Boston 1868.
- Mopsa the Fairy. Longmans, Green and Co, London 1869.
- Atticus Greene Haygood (Hrsg.): The Clouded Intellect, and Other Stories. A. H. Redford, Nashville 1872.
- The Little Wonder Horn: A New Series of Stories Told to a Child. Henry S. King, London 1872 / Roberts Brothers, Boston 1872.
- The Little Wonder Box. Griffith, Farran, Okeden & Welsh, London 1887.

Weitere Werke
- Series of Original Dramas, Dialogues & Readings Adapted for Amateur Entertainments. Abel Heywood & Son, Manchester 1895.